# Diana Golden
Diana Goldenberg Jiménez (Cali, 7 de agosto de 1965), conocida como Diana Golden, es una actriz colombiana radicada en México.

## Biografía
Su formación profesional la inició en los Estados Unidos, hacia donde levantó vuelo a los 16 años para emprender estudios de publicidad. Al dar un pequeño giro en su preferencia, estos finalmente derivaron en la carrera de locución en su país. Esta etapa de preparación constituyó una sólida base sobre la que estableció su fructífera carrera. 
Poco después de iniciarse en la conducción en la televisión colombiana, en los programas Estudio 80 y Noche a noche, Diana tuvo un golpe de suerte al recibir una invitación imposible de rechazar: actuar en la película mexicana Mentiras, en la que comenzó su carrera como actriz.
Ya instalada en México, los trabajos se empezaron a suceder uno tras otro, abarcando todas las áreas, a tal punto que su currículo incluye una larga lista de películas, unitarios, obras de teatro, comerciales, conducción de eventos y telenovelas, pronto obtuvo la nacionalidad mexicana. Entre las telenovelas que ha actuado se encuentran Simplemente María, Madres egoístas, La pícara soñadora, Mujeres engañadas, Amar sin límites, La fea más bella, La madrastra, Las vías del amor y María Mercedes.
A pesar de la intensidad laboral, encontró tiempo para formarse también en el terreno de las letras y en 2003 tuvo el gusto de estrenar la primera obra de su autoría, Un muerto y 4 arrimados.
Aceptó la propuesta de la versión mexicana de la revista Playboy, en cuya portada apareció en mayo de 2006.
En 2008 no pudo viajar a Bogotá, Colombia para acompañar y despedir a su hermano Óscar Golden, quien murió víctima de un cáncer de hígado. Por esa razón tenía que seguir con las grabaciones de la telenovela Cuidado con el ángel en México. 
En 2009-2010 participó en la telenovela Hasta que el dinero nos separe junto a Pedro Fernández e Itatí Cantoral como Isabel Duarte "La generala".
En 2012, participó en la telenovela Amores verdaderos junto a Erika Buenfil y Eduardo Yáñez, y al lado de los protagonistas juveniles  Eiza González y Sebastián Rulli como Gilda Levya.
En 2013 fue detenida por protagonizar un escándalo en estado de embriaguez en el aeropuerto de la ciudad de Cancún.

## Trayectoria

### Telenovelas
- Lo que callamos las mujeres (2023) - Sandra
- Mi fortuna es amarte (2022) - Macorina
- Un día para vivir (2021-2023) - 2 episodios[1]
- Falsa identidad (2021) - Participación especial
- La mexicana y el güero (2020)[2] Participación especial
- Médicos, línea de vida (2019-2020) - Fátima
- El bienamado (2017) - Abigail de Morones
- Simplemente María (2015) - Thelma Lobato
- Amores verdaderos (2012-2013) - Gilda Leyva
- Por ella soy Eva (2012) - Asistente
- Dos hogares (2011-2012) - Paola Díaz
- Hasta que el dinero nos separe (2009-2010) - Isabel Duarte "La Generala"
- Cuidado con el ángel (2008-2009) - Mercedes
- Lola, érase una vez (2007-2008) - Samira Romero
- Amor sin maquillaje (2007)
- Amar sin límites (2006-2007) - Inés Menzur
- La fea más bella (2006-2007)
- Peregrina  (2005-2006) - Vicenta
- Misión S.O.S. (2004-2005) - Doris Ramírez de Guerra
- Las vías del amor (2002-2003) - Constanza Aguirre
- La intrusa (2001) - Zaida Jiménez
- Mujeres engañadas (1999-2000) - Mónica Romero
- Camila (1998-1999) - Silvia Escalante
- Sin ti (1997-1998) - Elena de Isaguirre
- Perfume de agonía (1997)
- Para toda la vida (1996) - Silvia
- Pobre niña rica (1995-1996) - Beatriz Domínguez
- Valentina (1993-1994) - Daniela Valdepeñas de Corrales
- María Mercedes (1992-1993) - Fabiola Mayerling San Román
- Carrusel de las Américas (1992)
- El abuelo y yo (1992)
- Madres egoístas (1991) - Ana Cervantes
- La pícara soñadora (1991) - Elvira Funes
- Simplemente María (1989-1990) - Carmen
- El cristal empañado (1989) - Alicia

### Programas
- Mujeres asesinas (2022) - Violeta[3]
- Esta historia me suena (2022-2023) - 2 episodios[4][5]
- Como dice el dicho (2011-2016) - Eulalia / Fabiana / Isaura / Katia / Raquel / Elvira
- Gossip Girl Acapulco (2013) - Paulina de Ruíz de Hinojosa
- La rosa de Guadalupe (2008-2012/2025) Trampa a la medianoche - Janet / Ni con el pétalo de una rosa - Blanca / Dejar salir el sol - Gina
- Mujeres asesinas (2010) - Pachi
- Amor mio (2006) - Mariana Romero
- XH Derbez (2007) - Exalumna
- Mujer, casos de la vida real (2001-2005)

### Cine
- Secretos de familia (2009) - Regina
- Un tigre en la cama (2009)
- Mr. Narco (2008) - Susana
- Duro y furioso (2008)
- El último silencio (2007) - Flora
- Niñas mal  (2007) - Lola
- Prensa corrupta (2007)
- Coca Inc. hecho de Coca (2006) - Hilda Robolledo
- Mala racha (2006)
- Se les pelo Baltazar (2006)
- Si callaras a la prensa (2005)
- Mentira (2004)
- Maten a los Mendoza (2003)
- Río de pasiones (2003) - Sofia
- Rivales a muerte (2003)
- La sota colorada (2002)
- Marcado por la muerte (2002)
- Pedro el quemado (2002)
- Santo, infraterrestre (2001) - Alma Monreal
- Muertes a medianoche (2001) - Hermana Caridad
- Noches violentas (2000)
- Suerte negra (2000) - Minerva
- Boda con la muerte (2000)
- El dormilón (2000)
- Maten al cazador (2000) - La Chocha
- El señor de los cerros (1999) - Isadora
- Pistoleros del traficante (1999)
- Asesinato por traición (1999)
- El mojado fracasado (1999)
- Felipe Carrillo Puerto (1999)
- Las cuatro narcas (1999) - Narca
- La venganza del cuatrero (1999)
- Crisis (1998) - Cristina
- ¡Engañame¡ si quieres (1998) - Maggie
- Asalto bancario (1998)
- Bajadores de narcos (1998) - Katrina Bruce
- Hembras con valor de muerte (1998)
- La banda del mocha orejas (1998)
- Una luz en la oscuridad (1997)
- El asesinato (1997) - Christine
- Sangre de rey (1997)
- Cruz de madera (1996)
- La bronca maldita (1996)
- Magnicidio (1995)
- Santo enredo (1995) - Otilia y Quebrada del Risco
- A ritmo de salsa (1994)
- Cuestión de honor (1993) - María
- Halcones de la muerte, espías mortales (1993) - Sonia
- El gato con gatas (1992) - Teresa
- El chivo (1992) - Isabel Montano
- Cándido de día, Pérez de noche (1992) - Siempreviva, La Muerte
- Borrachas de pulqueria (1992) - La artista
- Las dos caras del diablo (1992)
- Milagro de Vietnam (1992)
- Mártir de Mexicali (1991) - Rita
- ¡Mátenme porque me muero! (1991) - Maricia
- Pedro Infante vive? (1991) - Adriana Fernández
- Mujer de cabaret (1991)
- El hijo del Santo en el poder de Omnicron (1991)
- Carrera contra el destino (1990)
- Compadres a la mexicana (1990) - Leonor
- El hijo de Lamberto Quintero (1990)
- Noche de recamareras (1990)
- Garra de tigre (1989)
- Mi mujer tiene un amante (1989)
- Metiche y encajoso (1989)
- Los machos están fatigados (1989)
- El ultimo desafió (1987)
- Trágico terremoto en México (1987) - Patricia
- Ansia de matar (1987)
- La mujer policía (1987)
- Mentiras (1986) - Reportera